# Davidius nanus
Davidius nanus – gatunek ważki z rodziny gadziogłówkowatych (Gomphidae). Jest endemitem Japonii. Występuje nad strumieniami leśnymi.